# Bancigny
Bancigny település Franciaországban, Aisne megyében. Lakosainak száma 25 fő (2022. január 1.). Bancigny Dagny-Lambercy, Jeantes, Nampcelles-la-Cour és Plomion községekkel határos.

## Népesség
A település népességének változása:
| Lakosok száma | 69   | 49   | 39   | 24   | 29   | 26   | 26   | 25   | 24   | 25   |
|               | 1968 | 1982 | 1990 | 2006 | 2013 | 2015 | 2017 | 2019 | 2020 | 2022 |